# Stephen Harper
Stephen Joseph Harper (Toronto, 30 april 1959) is een Canadese politicus. Hij was van 2004 tot 2015 leider van de Conservatieve Partij van Canada en diende bijna een decennium als 22e premier van Canada.

## Levensloop
Stephen Harper groeide op in Toronto en studeerde economie aan de universiteit van Calgary. In 1993 werd Harper voor de eerste maal verkozen in het Canadese Lagerhuis, het House of Commons voor het district Calgary West (nu Calgary Southwest) als lid van de partij Canadian Alliance.
Teneinde het versplinterde conservatieve kamp weer te herenigen onderhandelde Harper met de leider van de Progressive Conservative Party over een mogelijke fusie van zijn Canadian Alliance en de PCP. Nadat die fusie in 2004 een feit werd stelde Harper zich kandidaat voor het leiderschap van de nieuwe Conservative Party of Canada. In de eerste stemronde kreeg hij voldoende steun en werd hij zodoende tevens de officiële leider van de oppositie in het parlement.
Na het uitbreken van het zogenaamde Sponsorship-schandaal, dat de regerende Liberalen in verlegenheid bracht diende Harper in het parlement een motie in voor het aftreden van de regering. Deze motie werd weliswaar aangenomen (op 10 mei 2005) maar door de regering in de wind geslagen. Na het verschijnen, op 1 november 2005, van een eerste rapport van een onafhankelijke rechter die het schandaal onderzocht diende Harper samen met de andere oppositieleiders een motie van wantrouwen tegen het kabinet van Paul Martin in. Deze werd aangenomen op 28 november 2005, met de verkiezingen van 23 januari 2006 tot gevolg. Verkiezingen die door zijn Conservatieven zouden worden gewonnen met 127 zetels. Omdat echter 155 zetels nodig waren voor een absolute meerderheid, was een minderheidsregering het gevolg.

## Minister-presidentschap

### Vorming en beleidsvoornemens
Harper werd op 6 februari 2006 benoemd tot minister-president. Het door hem benoemde kabinet leidde tot enige kritiek door het opnemen daarin van een, ongekozen, senator uit Montreal en David Emerson, een voormalige Liberaal uit Vancouver die de oversteek maakte naar de Conservatieven om in het kabinet plaats te nemen. Harper verdedigde zijn keuzes door erop te wijzen dat beide ministers vakbekwaam genoeg waren en hij er bovendien zeker van wilde zijn dat de tweede en derde stad van het land vertegenwoordigd waren in het kabinet. Kernpunten van Harpers beleid zijn onder meer het verhogen van de integriteit van de overheid na de periode van Liberaal bewind die veel mensen als corrupt zagen. Verder wilde Harper geld dat besteed wordt aan kinderopvang rechtstreeks aan ouders overmaken zodat die zelf kunnen beslissen hoe zij het besteden. De oppositiepartijen hebben hier kritiek op en zij stellen dat hierdoor plekken in institutionele opvang zouden kunnen verdwijnen. Verder stelde Harper de verbetering van de relatie met de Verenigde Staten als een van zijn prioriteiten.

### Buitenlands beleid

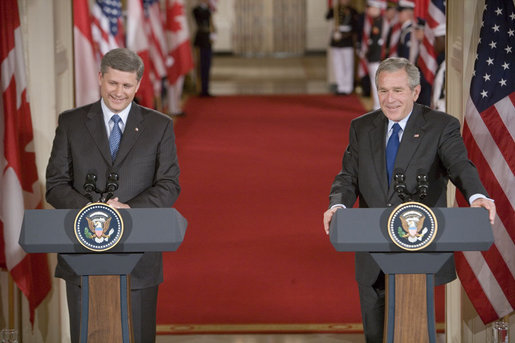
Stephen Harper met de Amerikaanse president George W Bush

Harpers buitenlands beleid wordt gekenmerkt door een assertievere benadering en een wens om Canada een grotere rol te laten spelen in de wereld. Van 13 maart tot 15 maart 2006 maakte Harper een onaangekondigd bezoek aan de Canadese troepen die in Kandahar in Afghanistan gelegerd zijn en die daar ingezet worden tegen restanten van de Talibanstrijders en Al Qaida-terroristen. Harpers bezoek, dat met veel veiligheidsmaatregelen gepaard ging, was bedoeld om de troepen aldaar de steun van het Canadese volk en de regering over te brengen. Onder Harper heeft Canada zijn rol in Afghanistan uitgebreid en werd een Liberale poging om de missie in dat land te laten doodbloeden afgewezen. Algemeen wordt Canada’s rol in de wereld als meer zelfverzekerd gezien. In het eerste jaar van Harpers minister-presidentschap noemde de hoogste militair in Canada, Generaal Rick Hillier, dit een positieve zaak na een volgens hem desastreus decennium van Liberale inkrimpingen van het defensiebudget. Critici noemen de nieuwe koers echter te veel afwijkend van Canada’s recente rol als vredesmacht.
Eind maart 2006 had Harper een ontmoeting met president George W. Bush van de VS en Vicente Fox, de president van Mexico onder meer over continentale veiligheid en handel. Onderhandelingen over het langlopende naaldhout-conflict met de VS, dat zich al sinds 1982 voortsleept, zouden volgens een mededeling van Harper in het parlement op 27 april tot een resultaat komen. De meeste partijen, waaronder de belangrijkste houtleverende provincies en de overkoepelende naaldhoutindustrie-organisaties steunden het akkoord dat Harpers regering met de Verenigde Staten had gesloten. De oppositiepartijen leverden kritiek op het feit dat niet alle geheven belastingen zullen worden terugbetaald.
Hoewel Harper de relaties met de Verenigde Staten heeft aangehaald als onderdeel van zijn verkiezingsbeloften, zijn er enkele twistpunten tussen beide landen die van tijd tot tijd oplaaien. Eén daarvan is de kwestie over Canada’s claim op de wateren rond de Arctische Archipel, een claim die door de VS en de meeste andere landen niet erkend wordt.
In tegenstelling tot zijn voorgangers is Harper sterk pro-Israël en steunde hij Israëls recht op zelfverdediging tijdens diens oorlog in Libanon tegen de terroristische Hezbollah beweging in 2006. Harper riep op tot een permanente resolutie van het conflict in het Midden-Oosten en legde de schuld van het geweld bij Hezbollah.

### Binnenlands beleid
Een van de verkiezingsbeloften die Harper in de campagne van 2006 deed behelsde politieke vernieuwing. In dit kader stelde Harper zowel vaste verkiezingsdata als een gekozen senaat voor. Vaste verkiezingsdata maken het minder waarschijnlijk dat een minister-president in de toekomst de verkiezingen kan plannen voor een tijd die de regerende partij uitkomt.
De kwestie van Quebecs status in Canada kwam in het najaar van 2006 weer op de voorgrond te staan. Op 22 november van dat jaar diende Harpers regering een motie in het parlement in dat Quebec als ‘’natie binnen een verenigd Canada’’ erkende. Hiermee hoopte hij de federalisten te sterken en de separatisten enig wind uit de zeilen te nemen. Hoewel de motie met 266 tegen 16 stemmen werd aangenomen, was er veel kritiek over deze stap die als onnodig werd gezien.
In het voorjaar van 2007 kwam Harper met een nieuw beleidsplan aangaande het milieu. In reactie op kritiek op dat beleid van de oppositiepartijen heeft Harper zijn minister voor milieu vervangen en een breed pakket van maatregelen aangekondigd die onder meer een beperking van de uitstoot van broeikasgassen en een verbod op inefficiënte lampen in 2012 behelzen. De oppositiepartijen in het Parlement hebben echter hierop koel gereageerd en eisen van de regering dat die de Kyoto-protocollen naleeft, iets dat volgens economen en de regering tot een economische crisis zal leiden.
Het door Harper in 2007 ingediende staatsbudget, zijn tweede, werd vrij eenvoudig door het Parlement goedgekeurd. Hoewel voor de meeste mensen, vooral families met gemiddelde en lage inkomens de belastingen verlaagd zijn behelst het budget een hoog niveau van staatsuitgaven ondanks de belofte om deze uitgaven in te krimpen na de record bedragen die de vorige regering uitgaf.

### Verkiezingen 2008
Op 8 september 2008 werden nieuwe verkiezingen uitgeschreven. Deze werden gewonnen door de Conservatieve Partij, maar ze wisten geen meerderheid te behalen.
Harper had gehoopt dat zijn partij een meerderheid zou behalen door in Quebec te groeien, maar daar bleef de partij op 10 zetels steken. Het Bloc Québécois behaalde in de Franstalige provincie twee derde van het aantal zetels. In Ontario behaalde de Conservatieve Partij haar grootste winst door 51 zetels te behalen, een winst van 11 ten opzichte van 2006. De Liberalen daalde in Ontario van 54 naar 38 zetels. Ten westen van Ontario werden de Liberalen tot 7 zetels gereduceerd terwijl de Conservatieven er 71 veroverden. De overige 14 zetels van Manitoba, Saskatchewan, Alberta en British Columbia gingen naar de NDP. De Conservatieven behaalden in totaal 143 zetels. Voor een meerderheid waren 155 zetels nodig in het 308 zetels tellende Lagerhuis. De Liberalen behaalde in totaal 76 zetels, met name in de stedelijke centra van Montreal en Toronto. De NDP won 37 zetels en 2 zetels werden door onafhankelijke kandidaten veroverd..
Harper beloofde na het uitroepen van de overwinning samen te willen werken met de oppositie om de economische problemen te lijf te gaan. "De Canadezen hebben gestemd en hun oordeel gegeven. Ze hebben aangegeven hoe het land verder moet", aldus Harper tegenover aanhangers in Calgary. Canada is het eerste westerse land waar verkiezingen werden gehouden nadat de financiële crisis was uitgebroken. "Elke regering in de Westerse wereld heeft grote moeilijkheden, wij zijn waarschijnlijk de enige die herkozen wordt en meer stemmen krijgt", aldus het conservatieve parlementslid Jason Kenney.

#### Regeringscrisis van 2008
Enkele weken na de verkiezingen van 2008 trachtte een coalitie van Liberalen onder Stéphane Dion en de NDP van Jack Layton, gesteund door de separatistische Bloc Québécois de conservatieve regering van Harper via een motie van wantrouwen omver te werpen. Zij deden dit naar eigen zeggen omdat de regering te weinig deed om de economie te steunen. Een politieke en constitutionele crisis was het gevolg. Harper en zijn regering stelden dat een coalitie die werd geleid door een aftredend partijleider die zijn partij naar haar laagste electorale score sinds 1867 had geleid en steun zocht van socialisten en separatisten, geen mandaat had om een regering te vormen. Harper vertelde in een televisie toespraak tot het Canadese volk dat hij alle legitieme middelen zou aanwenden om de coalitie te verhinderen een regering te vormen. Harper werd hierin gesteund door opiniepeilingen die aangaven dat een ruime meerderheid van het volk tegen de geplande regering door de coalitie was en Harpers partij hierin steunde.
Na slechts twee weken zitting te hebben gehad stemde de gouverneur-generaal van Canada in met Harpers verzoek om het parlement vervroegd met reces te sturen waarna het op 26 januari weer bijeen geroepen zou worden om een nieuwe troonrede te presenteren en een nieuw budget in te dienen. Tijdens deze adempauze werd Liberaal partijleider Dion door zijn partij dringend verzocht vervroegd af te treden daar ook vele Liberalen niet gediend waren van een alliantie met de separatistische Bloc Québécois wiens handvest de opdeling van Canada voorstaat. Michael Ignatieff nam het roer van Dion over en hij liet doorschemeren naar een compromis met Harper te willen werken.
Op 26 januari 2009 kwam het Canadese Lagerhuis weer bijeen en een dag later diende Harper een staatsbegroting in die begin februari 2009 met steun van de meeste Liberale leden van het House of Commons werd goedgekeurd. De Liberale leider Ignatieff had als voorwaarde voor zijn steun aan de regering de voorwaarde gesteld dat Harper elke drie maanden het parlement moest inlichten over de toestand van de economie.

### Budget en val van regering Harper
In het voorjaar van 2011 stelde Harpers kabinet een nieuwe staatsbegroting op die door alle oppositiepartijen werd afgekeurd. Nog voordat de staatsbegroting door het Lagerhuis werd besproken viel op 25 maart 2011 het kabinet van Harper nadat oppositieleider Ignatieff een motie van wantrouwen indiende in het Lagerhuis die vervolgens werd aangenomen. Op 2 mei 2011 werden er parlementsverkiezingen gehouden. De Conservatieve Partij van Canada wonnen hierbij 24 zetels en kwamen daarmee op 167 van de 308 zetels in het parlement. Dit is de eerste keer dat de partij onder Harper zelfstandig een meerderheidsregering kan vormen.

### Verkiezingen 2015
In de Canadese federale verkiezingen van 2015 werd de Conservatieve Partij van Harper verslagen door de Liberale Partij van Justin Trudeau. Harper trad na zijn verlies af als leider van de Conservatieve Partij.